# Etik: människa, moral, mening

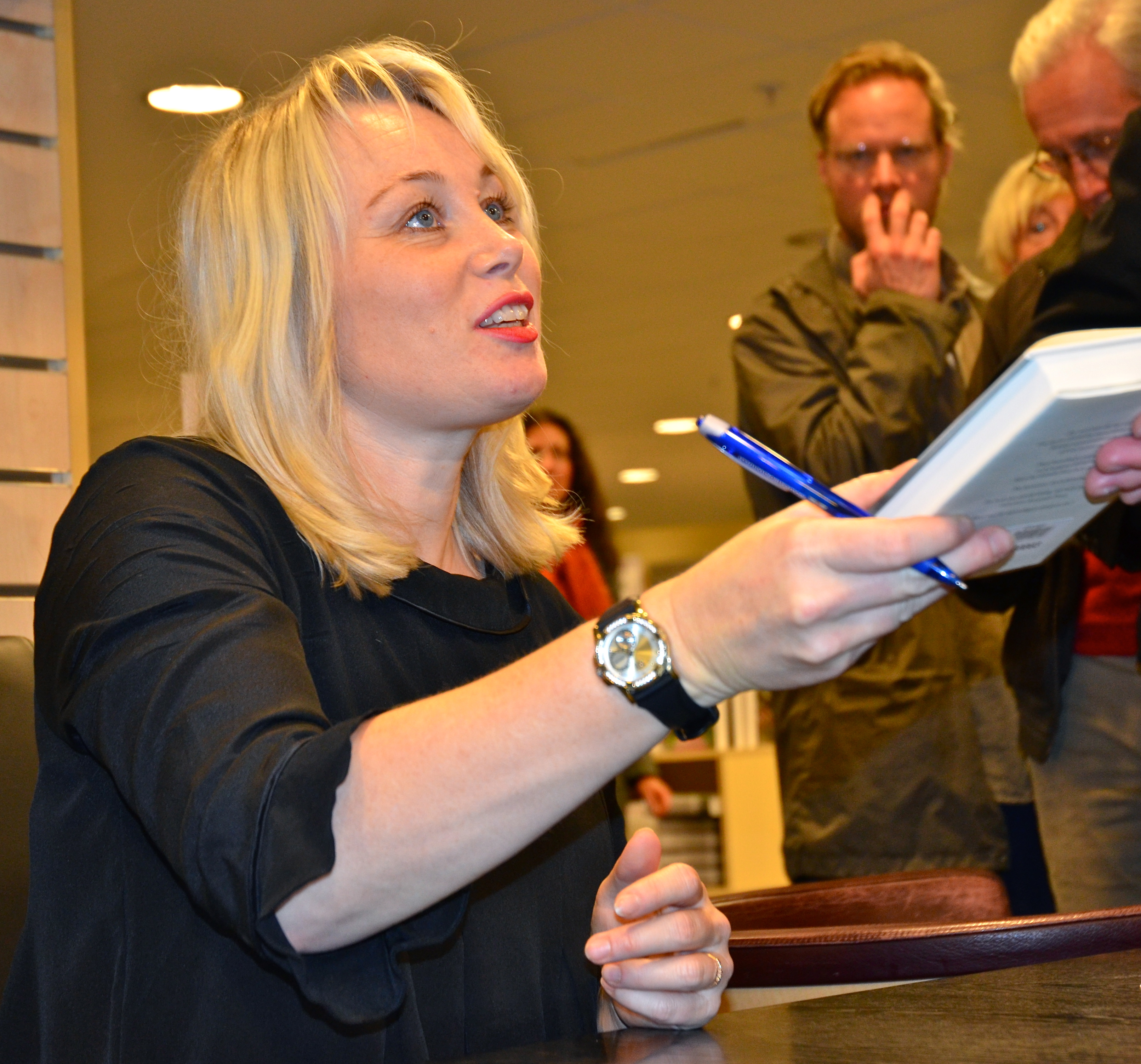
Ann Heberlein signerar på Akademibokhandeln/City i Stockholm

Etik: människa, moral, mening: en introduktion är en bok av etikforskaren Ann Heberlein, utgiven år 2014. Bokens ambition är "att erbjuda en grundläggande introduktion till ämnet etik". Heberlein argumenterar bland annat för moralisk realism, omsorgsetik och en retributiv syn på straff.
En av Heberleins centrala teser är att "[v]arje människa äger ett unikt, okränkbart värde eftersom vi kommit överens om att alla människor som tillhör arten människa är innehavare av detta värde i lika stor utsträckning". Detta argument har på några håll kritiserats, bland annat för att principen "verkar kunna rättfärdiga vilka helt godtyckliga moraliska avgränsningar som helst".
Heberlein har intervjuats om boken i både talkshowen Malou Efter Tio på TV4 och i En bok, en författare på SVT.

## Kritik
Boken fick bra kritik i Dagens Nyheter där recensenten Yrsa Stenius beskrev Ann Heberlein som "en briljant skribent vars text är en njutning att läsa". Även i Göteborgs-Posten, Svenska Dagbladet och Expressen var recensenterna positiva.
Recensionerna i filosofisk fackpress var dock relativt negativa. I Filosofisk tidskrift kritiserades boken för att den missförstått centrala begrepp såsom moralisk realism, relativism, determinism och fri vilja. Även recensionen i Tidskrift för politisk filosofi var kritisk och menade att boken är "fylld med ytliga och ofta nog oerhört slarviga (ibland direkt motsägelsefulla) resonemang".